# Albertus Antonius van den Acker

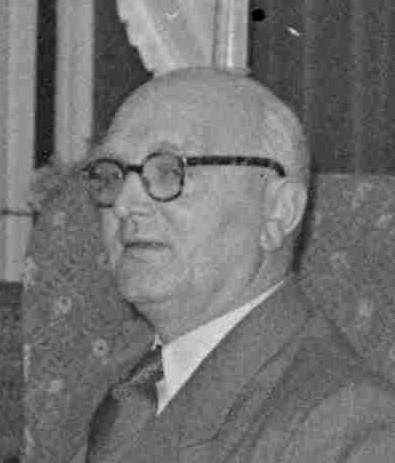
A.A. van den Acker (1957)

Albertus Antonius van den Acker (Herpen, 20 mei 1900 – Den Bosch, 18 september 1966) was een Nederlands politicus.
Hij werd geboren als zoon van Gerardus van den Acker (1865-1951; landbouwer) en Theodora Huberta Janssen (1870-1954). Vanaf 1920 was hij langdurig werkzaam bij de gemeentesecretaire van Nijmegen. Hij was daar commies eerste klasse en werkzaam bij de afdeling wederopbouw, voorlichting en representatie voor hij eind 1952 benoemd werd tot burgemeester van de gemeente Megen, Haren en Macharen. Van den Acker ging in 1965 met pensioen en overleed ruim een jaar later op 66-jarige leeftijd.